# Грудень 2007
Грудень 2007 — дванадцятий, останній місяць 2007 року, що розпочався у суботу 1 грудня та закінчився у понеділок 31 грудня.

## Події
- 2 грудня — вибори до Державної Думи Росії.
- 4 грудня — президент Туреччини Абдулла Гюль підписав законопроєкт, що дозволяє побудувати першу в Туреччині атомну електростанцію.
- 9 грудня — катастрофа літака Beechcraft King Air у Жулянах.
- 10 лютого — оголошення лауреатів Державної премії України в галузі науки і техніки.
- 11 грудня — для того, щоб обійняти посаду прем'єр-міністра України за підсумками голосування у Верховній Раді Юлії Тимошенко не вистачило одного голосу.
- 16 грудня — у фінал клубного чемпіонату світу з футболу італійський «Мілан» переміг аргентинський клуб «Бока Хуніорс».
- 18 грудня — Верховна Рада обрала новим прем'єр-міністром України Юлію Тимошенко.
- 21 грудня — Естонія, Латвія, Литва, Мальта, Польща, Словаччина та Словенія, Угорщина та Чехія увійшли до Шенгенської зони.